# Philipp Gail (Unternehmer)
Georg Philipp Gail (* 7. Dezember 1785 in Dillenburg; † 30. August 1865 in Gießen) war ein hessischer Tabakfabrikant sowie liberaler Politiker und Abgeordneter der Zweiten Kammer der Landstände des Großherzogtums Hessen.

## Leben
Philipp Gail war der Sohn des Buchbinders und Kaufmanns Georg Christian Gail (1756–1834) und dessen Ehefrau Christiane Katharina, geborene Pfitzer (1760–1834). Philipp Gail, der evangelischen Glaubens war, heiratete am 8. Juli 1812 in Gießen in erster Ehe Marie Susanne Johannette geborene Busch (1791–1841). Nach dem Tod der ersten Ehefrau heiratete er am 15. September 1842 in zweiter Ehe ihre Schwester Marie Christiane (1789–1882). Die Schwester von Philipp Gail, Magdalena, heiratete Karl Friedrich Silbereisen (1794–1854), ab 1825 als Bürgermeister von Gießen fungierte.
Von 1826 bis 1830 gehörte Philipp Gail der Zweiten Kammer der Landstände an. Er wurde für den Wahlbezirk Oberhessen 13/Heuchelheim gewählt. 1822 bis 1865 war er Stadtrat in Gießen, wo er auch Bürgermeister war. 1848 war er Mitglied des Vorparlaments.
Philipp Gail war der Gründer der Gail’schen Zigarrenfabrik in Gießen und leitete das Unternehmen bis zu seinem Tod. Sein Sohn Georg Karl Gail (1819–1882) übernahm das Unternehmen und wurde 1872–1874 der erste Präsident der neu gebildeten Handelskammer Gießen. Ein anderer Sohn, Ferdinand Gail wurde Teilhaber des Unternehmens und ebenfalls Abgeordneter der Zweiten Kammer der Landstände des Großherzogtums Hessen.
Philipp Gail legte den heute unter dem Namen Gail’scher Park bekannten und unter Denkmalschutz stehenden Landschaftspark im Biebertaler Ortsteil Rodheim an. Die Georg-Philipp-Gail-Straße in Gießen ist nach ihm benannt.